# Jan Příbramský
Jan Příbramský (11. května 1859, Horažďovice — 27. února 1915, Tábor) byl český fotograf působící zejména v jižních Čechách. Dělal portrétní fotografii, zejména dětí, ale také fotografie domů, Šumavy a fotokopie starších uměleckých děl. Původní ateliér v Hradební ulici označoval jako první jihočeský závod pro fotografování krajiny a po převzetí Woldanova ateliéru na Mariánském náměstí se prezentoval jako Woldanův nástupce. Vyučil několik fotografů, z nejvýznamnějších Václava Vlasáka. Mimo fotografickou činnost působil jako hostinský, porotce krajského soudu, člen divadelního spolku katolických tovaryšů v Českých Budějovicích a člen Besedy českobudějovické.

## Životopis
Pocházel z Horažďovic. 22. března 1888 v tisku oznámil otevření fotografického salonu v Českých Budějovicích v Hradební ulici (Schanzgasse). Dne 24. května téhož roku získal oprávnění k provozu fotografické živnosti a 9. června uzavřel sňatek s Annou Buštovou z Českých Budějovic. Inzeroval portrétní fotografie všech typů a velikostí, vyráběl tabla, pořizoval snímky domů, pomníků, reprodukce obrazů. Fotografoval děti, nebožtíky, zachytil přes 1000 záběrů sídel i přírody na Šumavě. V roce 1891 na Jubilejní zemské výstavě v Praze získal bronzovou medaili obchodní komory budějovické. 1892 koupil ateliér na Mariánském náměstí po Josefu Woldanovi, který provozoval zprvu s finančním podílníkem Hahnem, později samostatně. Provoz dvou ateliérů vyžadoval nábor nových pracovních sil, později však nejspíš ateliér na Mariánském náměstí opustil (zanikl s rozšířením sousední budovy). Roku 1893 získal stříbrnou medaili na výstavě v Trhových Svinech, kde vystavoval pohledy na Trhové Sviny, Svatou Trojici a také fotokopie historických obrazů ze 14. století z majetku svinenského děkanství. V témže roce vystavoval také v Netolicích. Na jaře 1900 oznámil převzetí hostince Na posledním groši v Pekárenské ulici. Ve správním roce 1902–1903 vystoupil z Besedy českobudějovické, snad následně poté se přestěhoval přes krátkou epizodu v Počátkách do Tábora, kde dále působil jako fotograf.
Jan Příbramský zemřel 27. února 1915 v Táboře, dne 1. března byl pohřben u svatého Jakuba.